# Am-Mag
Am-Mag est un magazine mensuel consacré à l'Amstrad CPC. Il succède à Amstrad Magazine dont le dernier porte le numéro 30 avant d'être renommé Am-Mag.

## Historique
Le premier numéro est sorti en février 1988 et le dernier numéro sort en avril 1989. La revue devient Micro Mag le mois suivant. Plusieurs hors-séries sont sortis pendant ce laps de temps.
Le premier Am-Mag porte le numéro 31, le changement de nom étant la conséquence d'une décision de justice.